# Projeto Epigenoma Humano
O Projecto Epigenoma Humano (PEH) é um projecto científico multinacional com o objectivo de estudar o epigenoma, o mapeamento da actividade epigenética que regula a expressão dos genes codificados no genoma. De uma forma resumida, é um empreendimento de investigação genética destinado a identificar, catalogar e interpretar os padrões de metilação dos genes humanos em todos os tecidos principais.
O apelo para este projecto foi desencadeado por um grupo de cientistas de todo o mundo que investigam na área do cancro. Um estudo piloto já completou os padrões de metilação dentro do Complexo de Histocompatibilidade Maior – uma região do cromossoma 6 que está associado a mais doenças do que qualquer outra região do genoma humano.

## Consórcio
O PEH é um consórcio público/privado, financiado por fundos governamentais, bem como por investimento privado, formado pelas seguintes organizações de investigação genética:
- The Wellcome Trust Suger Institute – Reino Unido
- Epigenomics AG – Alemanha/EUA
- Centre national de Génetypage – França

## Herança Epigenética
As variações não genéticas, adquiridas até um dado período da vida, por vezes, podem ser passadas para a descendência. Não pela via do ADN – genoma – mas por mecanismos epigenéticos.
O termo epigenética foi cunhado por Conrad Waddington, em 1942, para descrever a tese de que a experiência de um organismo pode ter influência na expressão dos genes, modificando-a. A modificação não se inscreve na própria sequência do ADN. A interferência processa-se ao nível do mecanismo de controlo da manifestação do gene. As alterações manifestam-se ao nível do fenótipo mas não ao nível do genótipo.
O fenómeno da herança epigenética já foi comprovado em muitos organismos, sobretudo de vida curta, mas ainda não na espécie humana. Dado ser um organismo de vida longa, a análise intergeracional levará mais tempo a ser comprovada. Mas os biólogos já não têm dúvidas quanto ao mecanismo epigenético, ou seja, à possibilidade do tipo de vida que cada organismo influenciar a manifestação de genes, mesmo à descendência das gerações mais próximas. Embora essas alterações possam reverter ao longo de mais gerações. Não se trata do mesmo processo de alteração que se verifica no código dos próprios genes, através das mutações, ou pela via da seleção natural dos genes. A herança epigenética está apenas relacionada com os fatores que ligam ou desligam o gene.
No que concerne ao mecanismo de adaptação e evolução o efeito epigenético é o mais imediato. O efeito da mutação é o de mais longa distância, estando o efeito da seleção natural num ponto intermédio entre os outros dois.